# Josef Polášek (architekt)

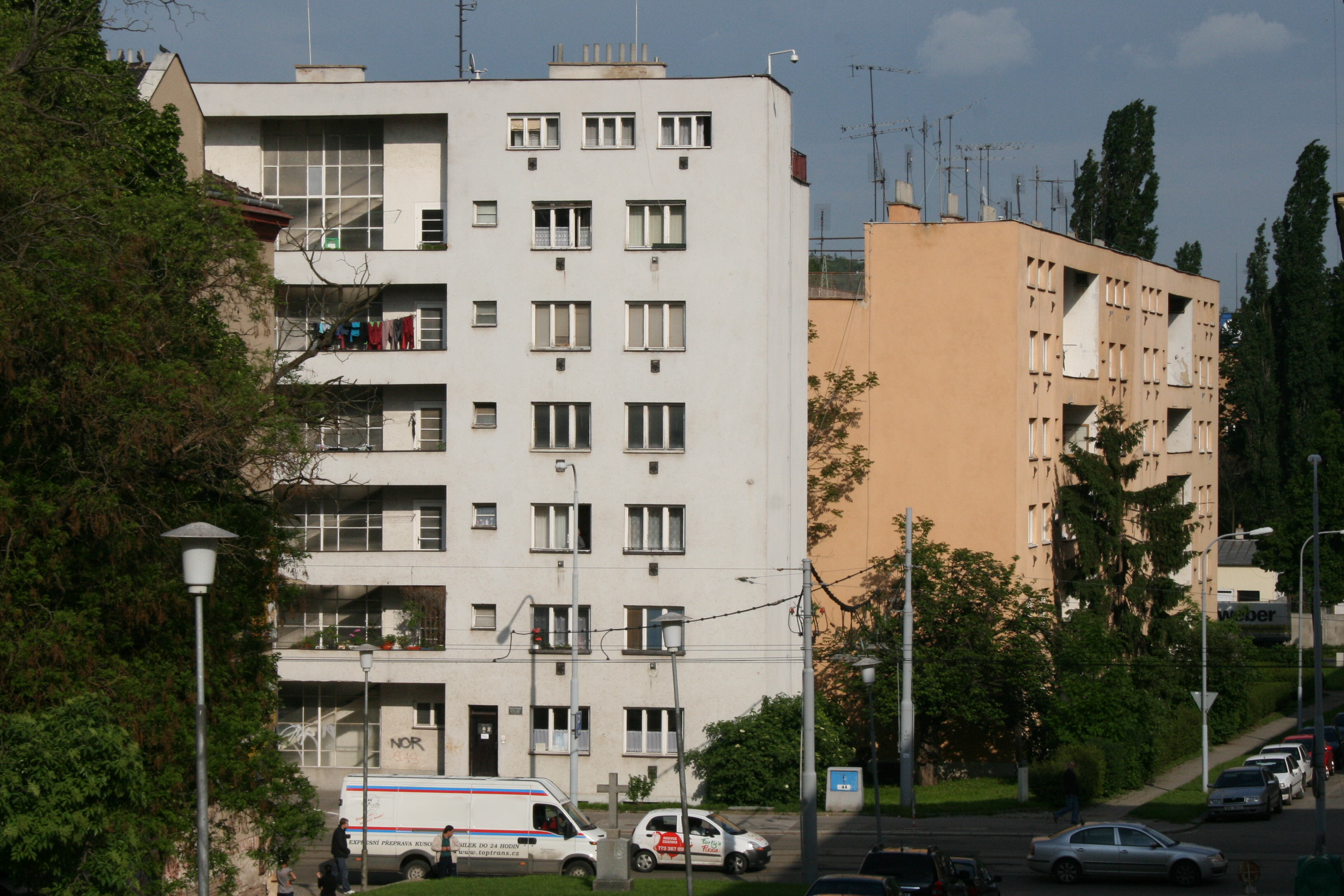
Poláškova malobytová kolonie v Brně.

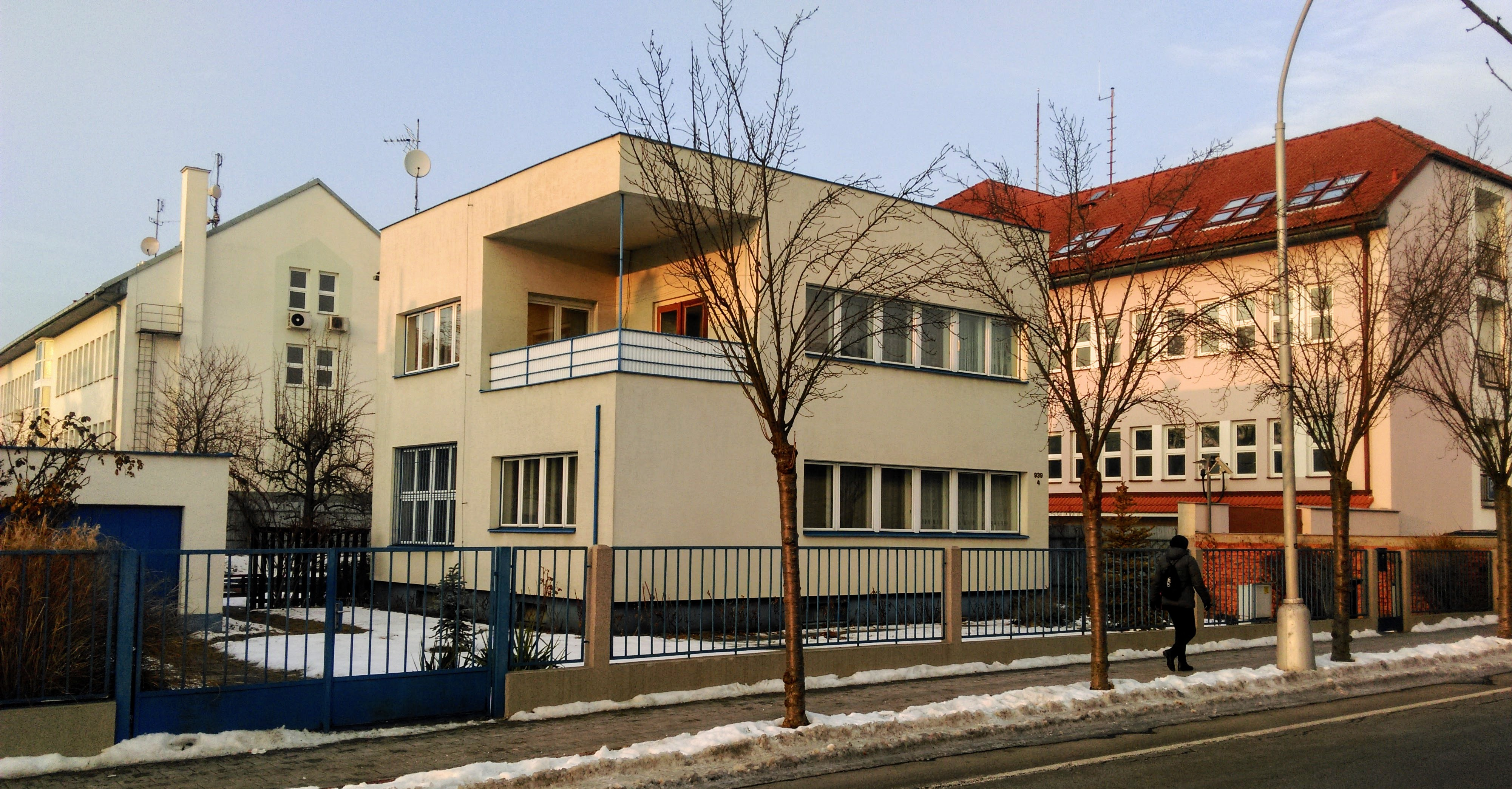
Světlíkova vila v Kroměříži

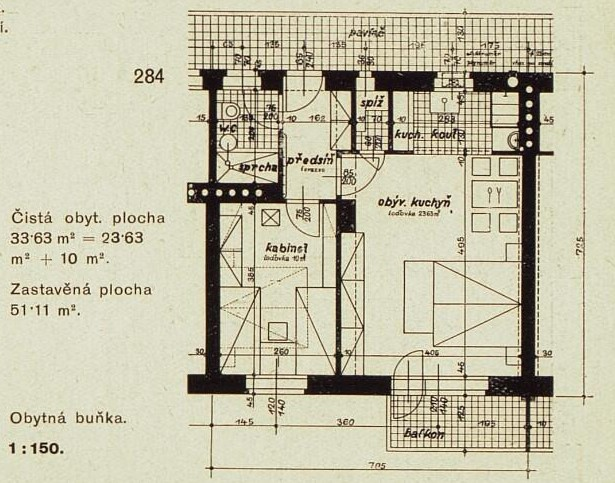
Josef Polášek, (Byt v domě pro chudé, Brno Dačického ul. a Svitavské nábř.), 1939

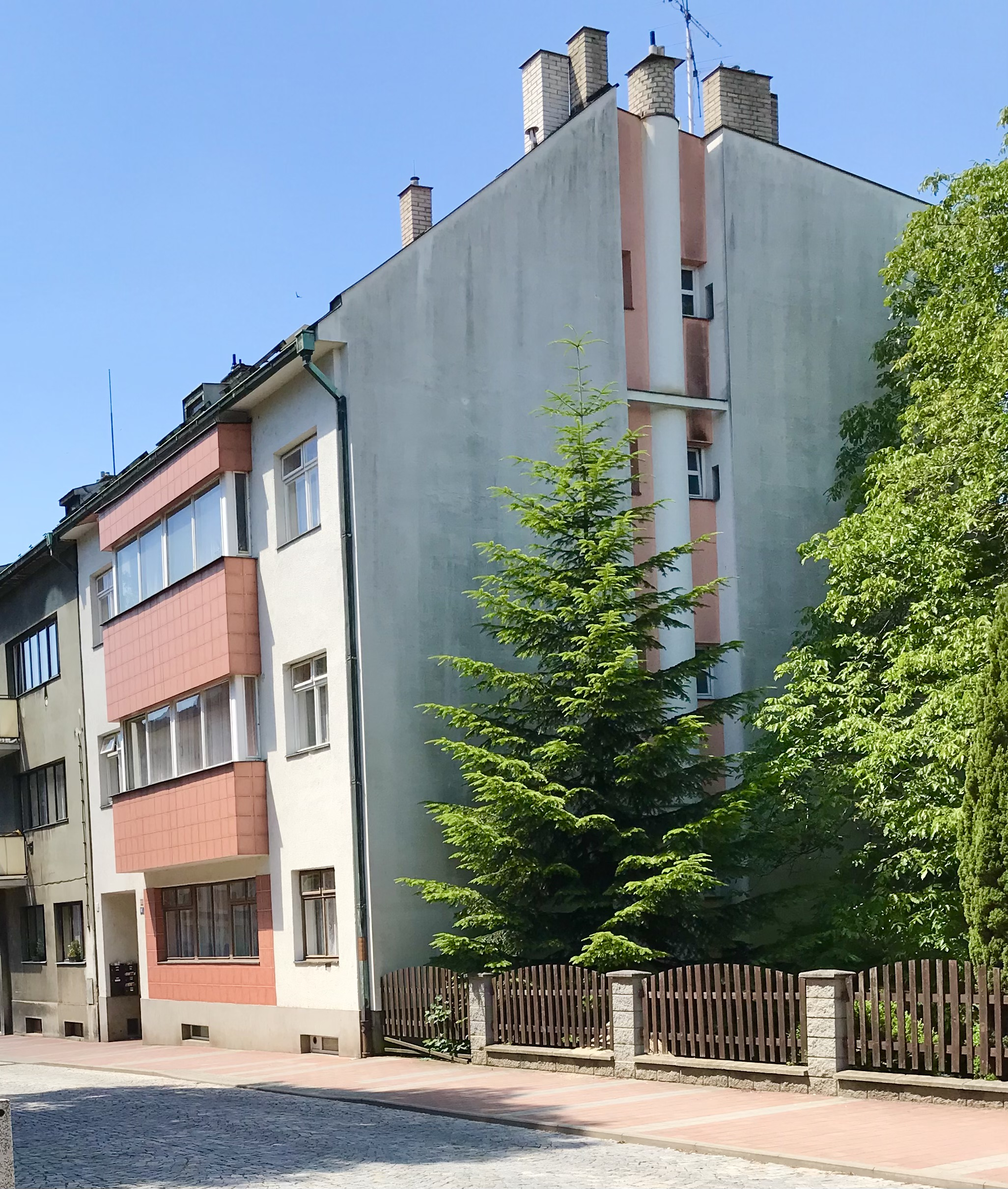
Nájemní dům MUDr. Štěpánkových, 40. léta 20. století, Česká Třebová.

Josef Polášek (27. března 1899 Boršov u Kyjova – 20. prosince 1946 Brno) byl český architekt. Patřil k významným osobnostem brněnského funkcionalismu.

## Život
Do obecné školy chodil v rodném Boršově, do měšťanské v Kyjově. V letech 1913–1916 se vyučil zedníkem, následovalo studium na České vyšší průmyslové škole v Brně. Po maturitě v roce 1921 vystudoval v letech 1921–1925 Uměleckoprůmyslovou školu v Praze, pod vedením Pavla Janáka. V roce 1935 vydali společně s Jindřichem Halabalou nedocenitelnou příručku Jak si zařídit byt levně, moderně, hygienicky.
V září 1939 se v Brně oženil s Annou (Ankou) Lochmanovou (1919–1987). Měl s ní 2 syny – Michala a Pavla.
Josef Polášek zemřel předčasně na tuberkulózu 20. prosince 1946 v Brně. Je pochován na tamním Ústředním hřbitově (skup. 75, řada 2, hrob 197–198).  

## Dílo
Zabýval se problematikou moderního kolektivního bydlení. Známý je jeho projekt Masarykova kolonie bankovních úředníků v Košicích s typizovanými kuchyňskými sestavami, střešní terasou, servisem služeb a dětskými útulky. V polovině třicátých let dvacátého století navrhl pro akademického malíře Eduarda Světlíka vilu v Březinově ulici v Kroměříži.

## Ocenění
V roce 1937 mu byla udělena zlatá medaile na Mezinárodní výstavě umění a techniky v Paříži. V roce 2003 mu byla udělena pocta České komory architektů in memoriam. Dne 21. prosince 2004 mu bylo uděleno čestné občanství města Kyjova In memoriam